# Biarmifer cochleatus
Biarmifer cochleatus är en rundmaskart som beskrevs av Christian Wieser 1954. Biarmifer cochleatus ingår i släktet Biarmifer och familjen Cyatholaimidae. Inga underarter finns listade i Catalogue of Life.